# Kolumbia a 2011-es úszó-világbajnokságon
Kolumbia a 2011-es úszó-világbajnokságon 19 sportolóval vett részt.

## Műugrás
Férfi
| Versenyző               | Esemény                        | Selejtező | Selejtező | Elődöntő | Elődöntő | Döntő             | Döntő             |
| Versenyző               | Esemény                        | Pont      | Helyezés  | Pont     | Helyezés | Pont              | Helyezés          |
| ----------------------- | ------------------------------ | --------- | --------- | -------- | -------- | ----------------- | ----------------- |
| Sebastian Villa         | Férfi 1 méteres műugrás        | 349.30    | 17        |          |          | Nem jutott tovább | Nem jutott tovább |
| Sebastian Villa         | Férfi 3 méteres műugrás        | 425.30    | 13 Q      | 375.80   | 18       | Nem jutott tovább | Nem jutott tovább |
| Sebastian Villa         | Férfi 10 méteres toronyugrás   | 414.25    | 18 Q      | 409.35   | 16       | Nem jutott tovább | Nem jutott tovább |
| Victor Ortega           | Férfi 10 méteres toronyugrás   | 416.35    | 16 Q      | 402.55   | 17       | Nem jutott tovább | Nem jutott tovább |
| Victor Ortega Juan Rios | Férfi 10 méteres szinkronugrás | 372.96    | 10 Q      |          |          | 374.43            | 11                |

Női
| Versenyző        | Esemény                    | Selejtező | Selejtező | Elődöntő          | Elődöntő          | Döntő             | Döntő             |
| Versenyző        | Esemény                    | Pont      | Helyezés  | Pont              | Helyezés          | Pont              | Helyezés          |
| ---------------- | -------------------------- | --------- | --------- | ----------------- | ----------------- | ----------------- | ----------------- |
| Diana Pineda     | Női 1 méteres műugrás      | 209.60    | 32        |                   |                   | Nem jutott tovább | Nem jutott tovább |
| Diana Pineda     | Női 3 méteres műugrás      | 238.05    | 35        | Nem jutott tovább | Nem jutott tovább | Nem jutott tovább | Nem jutott tovább |
| Carolina Murillo | Női 1 méteres műugrás      | 181.85    | 39        |                   |                   | Nem jutott tovább | Nem jutott tovább |
| Carolina Murillo | Női 3 méteres műugrás      | 194.30    | 38        | Nem jutott tovább | Nem jutott tovább | Nem jutott tovább | Nem jutott tovább |
| Carolina Murillo | Női 10 méteres toronyugrás | 262.05    | 22        | Nem jutott tovább | Nem jutott tovább | Nem jutott tovább | Nem jutott tovább |

## Úszás
Férfi
| Versenyző            | Esemény                         | Selejtező | Selejtező | Elődöntő          | Elődöntő          | Döntő             | Döntő             |                   |                   |
| Versenyző            | Esemény                         | Idő       | Helyezés  | Idő               | Helyezés          | Idő               | Helyezés          |                   |                   |
| -------------------- | ------------------------------- | --------- | --------- | ----------------- | ----------------- | ----------------- | ----------------- | ----------------- | ----------------- |
| Juan Manuel Cambindo | Férfi 50 méteres gyorsúszás     | 23.31     | 41        | Nem jutott tovább | Nem jutott tovább | Nem jutott tovább | Nem jutott tovább |                   |                   |
| Mateo de Angulo      | Férfi 200 méteres gyorsúszás    | 1:52.25   | 39        | Nem jutott tovább | Nem jutott tovább | Nem jutott tovább | Nem jutott tovább |                   |                   |
| Mateo de Angulo      | Férfi 400 méteres gyorsúszás    | 3:55.92   | 29        |                   |                   | Nem jutott tovább | Nem jutott tovább |                   |                   |
| Mateo de Angulo      | Férfi 800 méteres gyorsúszás    | 8:05.98   | 23        |                   |                   | Nem jutott tovább | Nem jutott tovább |                   |                   |
| Omar Pinzon          | Férfi 50 méteres hátúszás       | DNS       | DNS       | Nem jutott tovább | Nem jutott tovább | Nem jutott tovább | Nem jutott tovább |                   |                   |
| Omar Pinzon          | Férfi 100 méteres hátúszás      | 54.88     | 24        | Nem jutott tovább | Nem jutott tovább | Nem jutott tovább | Nem jutott tovább |                   |                   |
| Omar Pinzon          | Férfi 200 méteres hátúszás      | 1:58.48   | 16 Q      | 1:58.95           | 13                | Nem jutott tovább | Nem jutott tovább | Nem jutott tovább | Nem jutott tovább |
| Omar Pinzon          | Férfi 200 méteres pillangóúszás | 2:00.79   | 30        | Nem jutott tovább | Nem jutott tovább | Nem jutott tovább | Nem jutott tovább |                   |                   |
| Omar Pinzon          | Férfi 200 méteres vegyesúszás   | 2:04.38   | 32        | Nem jutott tovább | Nem jutott tovább | Nem jutott tovább | Nem jutott tovább |                   |                   |
| Jorge Murillo        | Férfi 100 méteres mellúszás     | 1:02.73   | 53        | Nem jutott tovább | Nem jutott tovább | Nem jutott tovább | Nem jutott tovább |                   |                   |
| Jorge Murillo        | Férfi 200 méteres mellúszás     | 2:15.41   | 31        | Nem jutott tovább | Nem jutott tovább | Nem jutott tovább | Nem jutott tovább |                   |                   |

Női
| Versenyző       | Esemény                 | Selejtező | Selejtező | Elődöntő          | Elődöntő          | Döntő             | Döntő             |
| Versenyző       | Esemény                 | Idő       | Helyezés  | Idő               | Helyezés          | Idő               | Helyezés          |
| --------------- | ----------------------- | --------- | --------- | ----------------- | ----------------- | ----------------- | ----------------- |
| Isabella Arcila | Női 50 méteres hátúszás | 29.27     | 27        | Nem jutott tovább | Nem jutott tovább | Nem jutott tovább | Nem jutott tovább |

## Szinkronúszás
Női
| Versenyző | Esemény               | Selejtező | Selejtező | Döntő               | Döntő               |
| Versenyző | Esemény               | Pont      | Helyezés  | Pont                | Helyezés            |
| --- | --------------------- | --------- | --------- | ------------------- | ------------------- |
| Asly Alegria | Egyéni rövid program  | 75.600    | 22        | Nem jutott tovább   | Nem jutott tovább   |
| Asly Alegria | Egyéni szabad program | 73.320    | 23        | Nem jutott tovább   | Nem jutott tovább   |
| Monica Arango Jennifer Cerquera                                                                                                | Páros rövid program   | 75.600    | 28        | Nem jutottal tovább | Nem jutottal tovább |
| Jennifer Cerquera Vanessa Cubillos                                                                                             | Páros szabad program  | 77.900    | 25        | Nem jutottak tovább | Nem jutottak tovább |
| Asly Alegria Estefania Alvarez Laura Arango Monica Arango Paula Arcila Jennifer Cerquera Vanessa Cubillos Tatiana Zuly Perez   | Csapat rövid program  | 75.000    | 19        | Nem jutottak tovább | Nem jutottak tovább |
| Asly Alegria Estefania Alvarez Laura Arango Monica Arango Jennifer Cerquera Vanessa Cubillos Tatiana Zuly Perez Sara Rodriguez | Csapat szabad program | 76.780    | 16        | Nem jutottak tovább | Nem jutottak tovább |